# You Might Think
You Might Think è un singolo discografico del gruppo The Cars, pubblicato nel 1984.

## Il singolo
Il brano è stato estratto come primo singolo dal quinto album in studio della band statunitense, ossia Heartbeat City. È stato scritto da Ric Ocasek e prodotto dai The Cars con Robert John "Mutt" Lange.

## Il video
Il video del brano è stato il primo a essere realizzato con la computer grafica. Vede protagonisti Ric Ocasek e la modella Susan Gallagher, con il cantante che si trasforma in un insetto con gli occhiali da sole. Il video ha vinto la prima edizione degli MTV Video Music Awards 1984 nella categoria "video dell'anno" e ha ricevuto altre cinque candidature.

## Tracce
1. You Might Think
2. Heartbeat City